# Српска напредна странка Републике Српске
Српска напредна странка Републике Српске (скраћено СНС РС) бивша је политичка партија са сједиштем и деловању у Републици Српској која је основана 20. марта 1997. године у Бијељини. Први председник ове странке је био Горан Планинчић, а затим до гашења странке Винко Перић.

## Програм
Главни циљ Српске напредне Странке Републике Српске био је „Постизање пуног националног, духовног, културног, економског и политичког јединства српског народа“. Други циљ ове партије био је самоодржива држава, враћање дејтонских надлежности Републике Српске које су Српској одузете одлукама страних дипломата са међународним мандатом или су пренесене разним врстама „лобирања“.

## Резултати на изборима
Српска напредна странка Републике Српске је на Републичким изборима 2006. године ступила у коалицију са Српском радикалном странком Републике Српске и Српском странком Републике Српске. Заједно су освојена два републичка мандата, а доласком гласова из дијаспоре и обарањем процента испод цензуса 3% изгубљена су и још два компензациона скупштинска мандата.
Српска напредна странка Републике Српске је на општинским изборима 2008. године учествовала у седам општина. Са СДС-ом учествује коалиционо за места начелника у општинама Градишка, Србац, Дервента, а са ПДП К. Дубица. СНС РС је заједно учествовала на општинским листама и са „СДС Изворна 1990.“ и са „Српском народном радикалном странком РС“ за општине Бања Лука, Добој, Брчко, Шамац.

## Уједињење
На дан 24. фебруар 2018. године у Бања Луци је одржана оснивачка скупштина нове политичке партије, гдје је извршено уједињење пет политичких субјеката. У  нову странку под називом Српска напредна странка су се ујединили Јединствена напредна странка, Српска напредна странка Републике Српске, Српска напредна странка - изворна и Српска радикална странка „9. јануар”.

## Предсједници
| Име и презиме   | Мандат     |
| --------------- | ---------- |
| Горан Планинчић | 1997—2006. |
| Винко Перић     | 2006—2018. |